# Ася (фільм, 1977)
Про однойменний фільм див. Ася (фільм, 1928)
«Ася» (рос. «Ася») — російський радянський повнометражний кольоровий художній фільм, поставлений на кіностудії «Ленфільм» в 1977 року режисером Йосипом Хейфіцем за однойменною повістю І. Тургенєва
Фільм знятий за участю Студії Мистецьких Фільмів ДЕФА — Потсдам — Бабельсберг.
Прем'єра фільму у СРСР відбулася у березні 1978 року.

## Зміст
Глухе містечко в південній Німеччині. Святкове гуляння студентів, гірські пейзажі й Ася – дикувата, навіжена і дивна дівчинка, яка злякала Н. Н., героя фільму, силою свого кохання.

## Фестивалі та премії
- 1978 — МКФ в Таорміні: Приз за найкращу жіночу роль (Олена Корєнєва)[1].

## У ролях
- Олена Корєнєва — Ася
- В'ячеслав Єзепов — Н. Н.
- Ігор Костолевський — Гагин
- В епізодах:

- Юрій Медведєв — відвідувач ресторану
- Кирило Гунн — касир в пароплавстві
- Ганс Клеринг
- Хайді Вайгельт
- Гертруда Брендлер
- Бодо Шмідт
- Фелісітас Рітш
- Ханна Рігер
- Штеффі Шпіра
- Т. Резе
- Д. Прель
- Герман Штефезанд
- І. Кіссе
- Юрій Родіонов — Гур'єв (немає в титрах)

## Творча група
- Сценарій і постановка — Йосип Хейфіц
- Головний оператор — Генріх Маранджян
- Головний художник — Володимир Свєтозаров
- Режисер — Ольга Баранова
- Звукооператор — Ігор Вигдорчик
- Композитор — Олег Каравайчук
- Костюми — Галини Антипіної
- Грим — Миколи Еленбогена, Т. Воробйової
- Монтаж — Раїса Ізаксон
- Редактор — Леонід Рахманов
- Музичний редактор — В. Лавров
- Оператори — С. Іванов, А. Кудрявцев
- Декоратор — Т. Воронкова
- Асистенти:
режисера — Дмитро Свєтозаров
монтажера — Є. Волинська
звукооператора — М. Вікторов
по костюмах — В. Волинська
- Комбіновані зйомки:
Художник — А. Александров
Оператор — Г. Кокорєв
- Адміністративна група — В. Овчаренко, М. Рябкова, І. Дубовой
- Директор картини — Геннадій Хохлов